# 白翅棲鴨
白翅棲鴨（Asarcornis scutulata），又名白翼木鴨，是一種鴨。

## 特徵
白翅棲鴨屬大型棲鴨，羽毛黑色，腳短，腳爪強而尖，雙翼有白色的覆羽。頭頸都是白色，滿佈黑點。雄鴨及雌鴨的體型及顏色相似，但雌鴨較雄鴨細小，色澤亦較暗。牠們日間會在大樹的葉叢中休息，晚間會於森林中幽暗隱蔽及佈滿雜草的小潭和水流緩慢的溪流覓食。牠們在沼澤附近的樹孔內築巢，每次會生6-13顆蛋，孵化期為33至35天。

## 食性
白翅棲鴨是雜食性的，主要吃種子、水生植物、昆蟲、蠕蟲、軟體動物、青蛙及細小的魚類。

## 分類
白翅棲鴨是此前與疣鼻棲鴨一同分類在棲鴨屬中。不過，根據粒線體DNA的細胞色素b及NADH脫氫酶亞基2的分析，並生物地理學的分佈地模式顯示，白翅棲鴨與疣鼻棲鴨的相似性正在減少。故此，现將牠們分類在單型的不同屬中，白翅栖鸭與疣鼻棲鴨关系较远，但與潛鴨是近親。

## 保育
白翅棲鴨以往廣泛分佈在印度東北部(阿薩姆邦,阿魯納恰爾邦)及孟加拉，經東南亞I至爪哇及蘇門答臘。於2002年，牠們的數量只有800隻，其中200隻在老撾、泰國、越南及柬埔寨，150隻在蘇門答臘，450隻在印度、孟加拉及緬甸。白翅鴨生活在茂密的熱帶常綠森林，河流和沼澤附近。
由於失去棲息地、數量稀少及被獵殺，白翅棲鴨被世界自然保護聯盟列為瀕危物種，且受到《瀕危野生動植物種國際貿易公約》附錄一的保護。
這種鴨也是阿薩姆邦的象徵物。

## 外部連結
- BirdLife Species Factsheet （页面存档备份，存于）